# Lieusaint, Seine-et-Marne
Lieusaint este o comună franceză, situată în departamentul Seine-et-Marne, în regiunea Île-de-France.

## Geografie

### Localizare
Comuna Lieusaint se află în partea de vest a departamentului Seine-et-Marne, în regiunea Île-de-France și în nord-vestul regiunii naturale Brie. Aceasta face parte din comunitatea de aglomerație Grand Paris Sud Seine-Essonne-Sénart.
Se află la 15,51 km pe șosea nord-vest de Melun, reședința departamentului, și la 12,95 km est de Évry-Courcouronnes, sediul comunității de aglomerație Grand Paris Sud Seine-Essonne-Sénart.

### Comune limitrofe
Teritoriul comunei Lieusaint este situat la granița dintre departamentele Seine-et-Marne și Essonne, având două comune limitrofe la vest. Niciun element geografic natural nu marchează granița teritoriului Lieusaint cu cel al comunelor vecine.
Cele mai apropiate comune sunt: Tigery (3,1 km), Moissy-Cramayel (3,3 km), Combs-la-Ville (3,5 km), Quincy-sous-Sénart (4,5 km), Saint-Pierre-du-Perray (4,5 km), Saint-Germain-lès-Corbeil (4,6 km), Varennes-Jarcy (5,2 km), Nandy (5,5 km).
| Tigery (Essonne)                 | Combs-la-Ville    |                 |
|                                  |                   | Moissy-Cramayel |
| Saint-Pierre-du-Perray (Essonne) | Savigny-le-Temple |                 |

### Relief și geologie
Geologic, comuna Lieusaint este integrată în bazinul parizian, care este o regiune geologică sedimentară. Toate terenurile aflorante din comună provin din era geologică Neozoică (acoperind perioadele geologice de la Paleogen până la Cuaternar).
Comuna este clasificată în zona de seismicitate 1, corespunzând unei seismicități foarte scăzute.

### Hidrografie

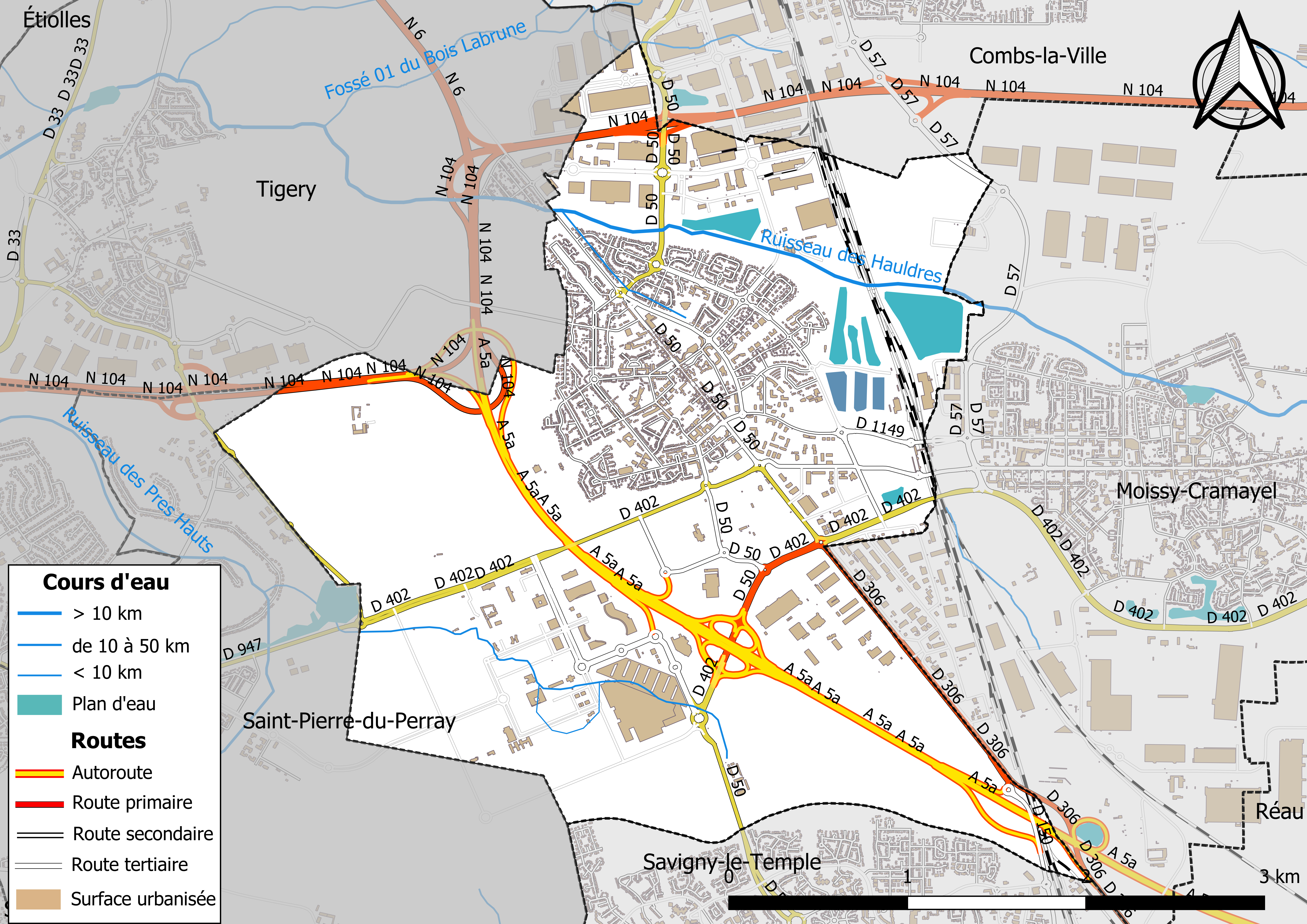
Hartă a rețelelor hidrografice și rutiere din Lieusaint.
- pârâul Hauldres, cu o lungime de 17,14 km[11], afluent stâng al Senei;
  - șanțul 01 al Pont du Roi, canal de 0,95 km[12], care se varsă în pârâul Hauldres;
- șanțul 01 al Quarante-Cinq Arpents, canal de 3,20 km[13], care se varsă în pârâul Pres Hauts;
  - brațul 01 al Quarante-Cinq Arpents, cu o lungime de 0,78 km[14].

Lungimea totală a cursurilor de apă din comună este de 6,64 km.
În nord-estul comunei, un bazin de retenție a apelor pluviale, numit bazinul Ormoy (sau canalul Ormoy), cu o suprafață de 0,74 ha și o capacitate de 12.000 m³, a fost săpat în 1981 pentru a colecta apele de scurgere din zona urbană înconjurătoare. Bazinul are mai multe funcții: limitarea debitelor, depoluarea apelor pluviale prin efectul de decantare cauzat de stagnarea apei și prin fitoepurare datorită prezenței plantelor semi-acvatice plantate la baza malurilor, precum și o funcție de agrement și de recreere. Un deversor, situat la extremitatea nordică a bazinului, reglează evacuarea apelor printr-un mic braț al pârâului Hauldres.
În nordul comunei, câteva iazuri mărginesc pârâul Hauldres. Printre acestea, de la vest la est, se numără: iazul Flâche, iazul Roselières, iazul Vernouillet și spațiul natural La Motte, construit pe fostul bazin al fabricii de zahăr din Lieusaint.
Două canale artificiale au fost construite la începutul secolului XXI în zona Carré Sénart: canalul Nord, denumit „Ligne d’eau”, și canalul Sud, denumit „Fil de l’eau”. Ulterior, au fost săpate două extensii perpendiculare pe canalele Nord și Sud, denumite canalul central Nord și canalul central Sud. Aceste canale au rolul de a reține apele pluviale din zonă.

### Climă
În 2010, clima comunei este de tipul climatului oceanic degradat al câmpiilor din Centru și Nord, conform unui studiu al Centrului Național de Cercetare Științifică (CNRS) pe baza unui set de date care acoperă perioada 1971-2000 bazat pe o serie de date din perioada 1971-2000. În 2020, Météo-France a publicat o tipologie a climatului pentru Franța metropolitană, în care comuna este expusă unui climat oceanic și se află în regiunea climatică Sud-vest a bazinului Parisian, caracterizată printr-o ploaie redusă, în special primăvara (120-150 mm) și o iarnă rece (3,5 °C).
Pentru perioada 1971-2000, temperatura anuală medie este de 11,2 °C, cu o amplitudine termică anuală de 15,4 °C. Cumulul anual mediu de precipitații este de 673 mm, cu 11 zile de precipitații în ianuarie și 7,8 zile în iulie. Pentru perioada 1991-2020, temperatura medie anuală observată la stația meteorologică Météo-France cea mai apropiată, situată în comuna Seine-Port la 8 km distanță, este de 11,6 °C, iar cumulul anual mediu de precipitații este de 657,9 mm.

### Mediu natural și biodiversitate

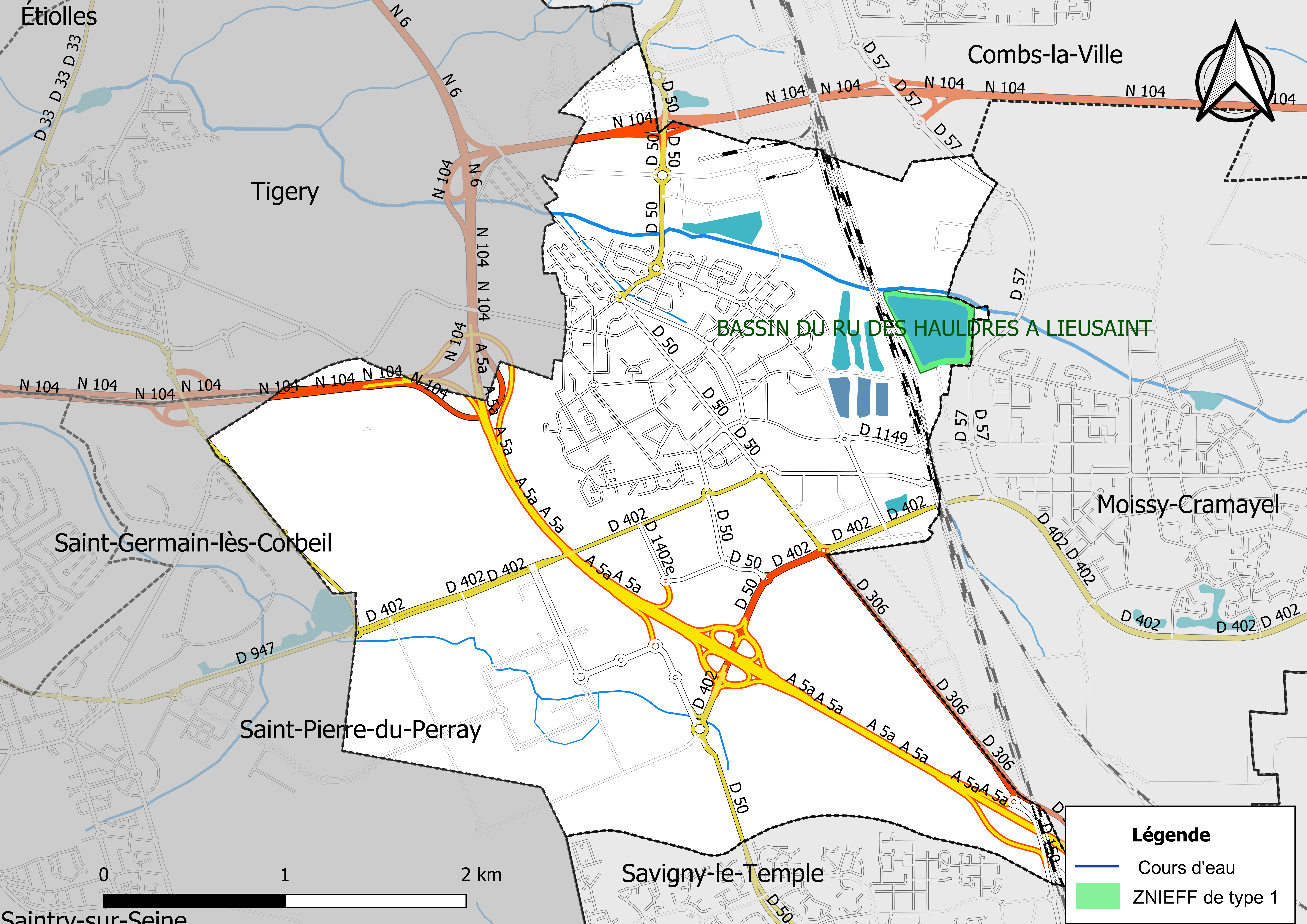
Harta ZNIEFF de tip 1 localizate în comuna Lieusaint.

Inventarul Zonelor Naturale de Interes Ecologic, Faunistic și Floristic (ZNIEFF) are ca scop identificarea și cartografierea zonelor deosebit de valoroase din punct de vedere ecologic. Acest demers urmărește îmbunătățirea cunoașterii patrimoniului natural național și oferirea unui instrument util factorilor de decizie pentru integrarea considerentelor de mediu în planificarea teritorială.
Teritoriul comunei Lieusaint include o ZNIEFF de tip 1, denumită „Bassin du ru des Hauldres à Lieusaint”, cu o suprafață de 16,36 hectare.

## Urbanism

### Tipologie
La 1 ianuarie 2024, Lieusaint este clasificată ca un centru urban intermediar, conform noii grile comunale de densitate cu șapte niveluri, definită de INSEE (Institutul Național de Statistică și Studii Economice) în 2022. Aceasta aparține unității urbane a Parisului, o aglomerație inter-departamentală care cuprinde 407 comune, dintre care face parte ca o comună din suburbii. În plus, comuna face parte din aria metropolitană a Parisului, fiind una dintre comunele de la periferie, această zonă reunind 1.929 de comune.

### Ocuparea terenurilor
Ocuparea terenurilor din comuna, așa cum rezultă din baza de date europeană privind ocuparea biofizică a terenurilor Corine Land Cover (CLC), este caracterizată de importanța teritoriilor artificializate (57,1% în 2018), în creștere față de 1990 (19%). Distribuția detaliată în 2018 este următoarea: terenuri arabile (39,12%), zone industriale sau comerciale și rețele de comunicații (34,51%), zone urbane (22,37%), medii cu vegetație arbustivă și/sau ierboasă (3,76%), spații verzi artificializate, neagricole (0,24%).

### Căi de comunicație și transport

#### Comunicări rutiere

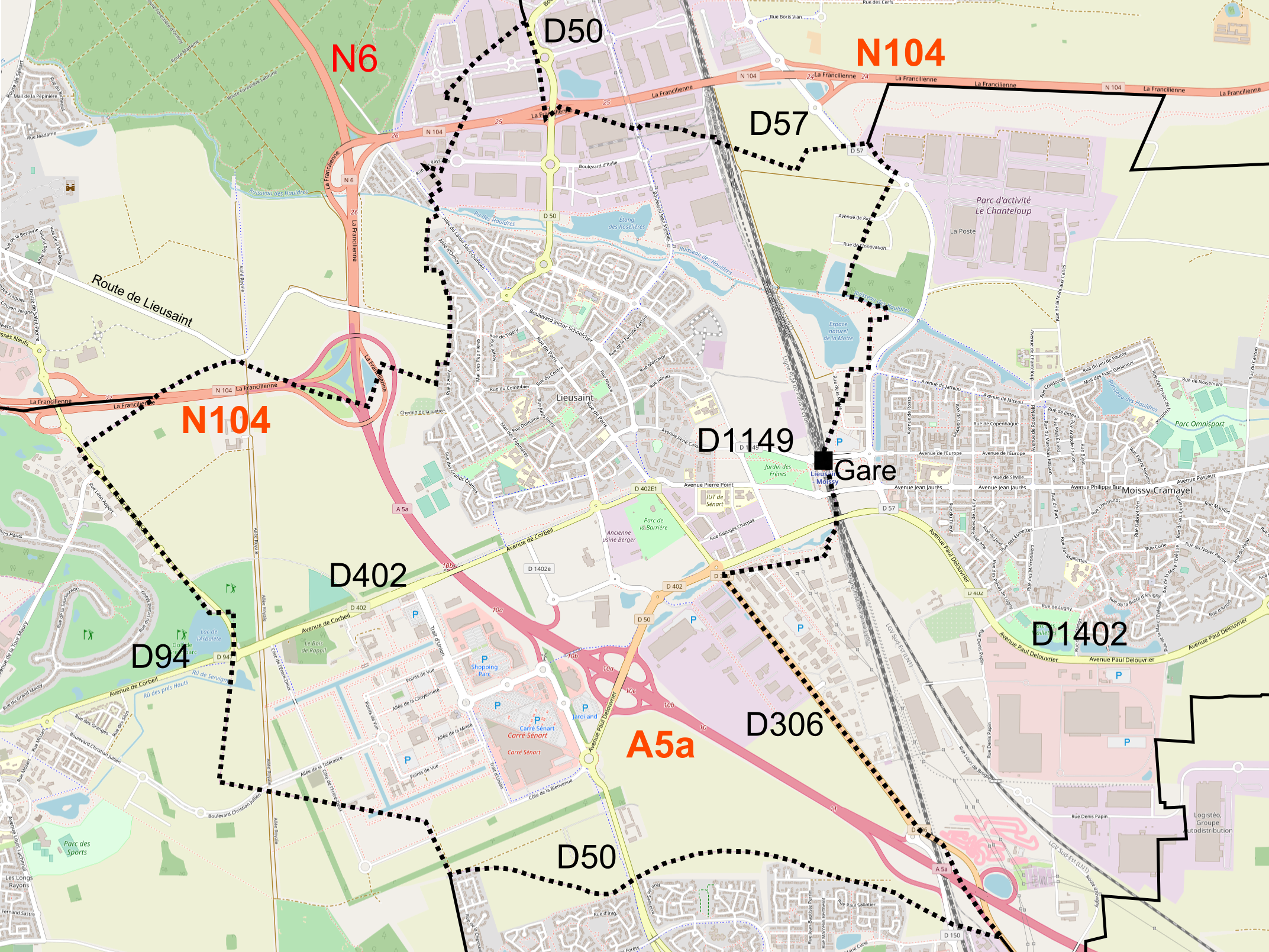
Harta rețelei rutiere și feroviare din comuna Lieusaint.

Teritoriul comunei Lieusaint este traversat de la nord-vest la sud-est de fosta șosea națională 6 (reclasificată ca drum departamental D306 în Seine-et-Marne), care poartă numele de Rue de Paris în Lieusaint.
Comuna este, de asemenea, traversată de la nord-vest la sud-est de autostrada A5a, ale cărei ieșiri nr. 10a, 10b și 10c permit accesul către orașul Lieusaint propriu-zis (la est de autostradă) și către zona de activități Carré Sénart (la vest de autostradă). De asemenea, este deservită de ieșirile nr. 25 și 27 ale Francilienne (N104, între autostrada A4 și autostrada A6), care mărginește teritoriul său la nord și nord-vest.
Alte drumuri departamentale leagă Lieusaint de comunele vecine:
- Combs-la-Ville, la nord, prin D 50 (boulevard de l'Europe);
- Moissy-Cramayel, la est, prin D 1149 (avenue René-Cassin), D 402 (avenue Paul-Delouvrier) și D 2402 (avenue Pierre-Point);
- Savigny-le-Temple, la sud, prin D 50 (avenue Paul-Delouvrier), D 306 (avenue Henri-Poincaré) și D 1150 (Les Hayettes);
- Saint-Pierre-du-Perray, la vest, prin D 402 (Côte de la Communauté);
- Tigery, la nord-vest, prin drumul de legătură între Tigery și Lieusaint (route de Lieusaint à Tigery).

#### Transport feroviar

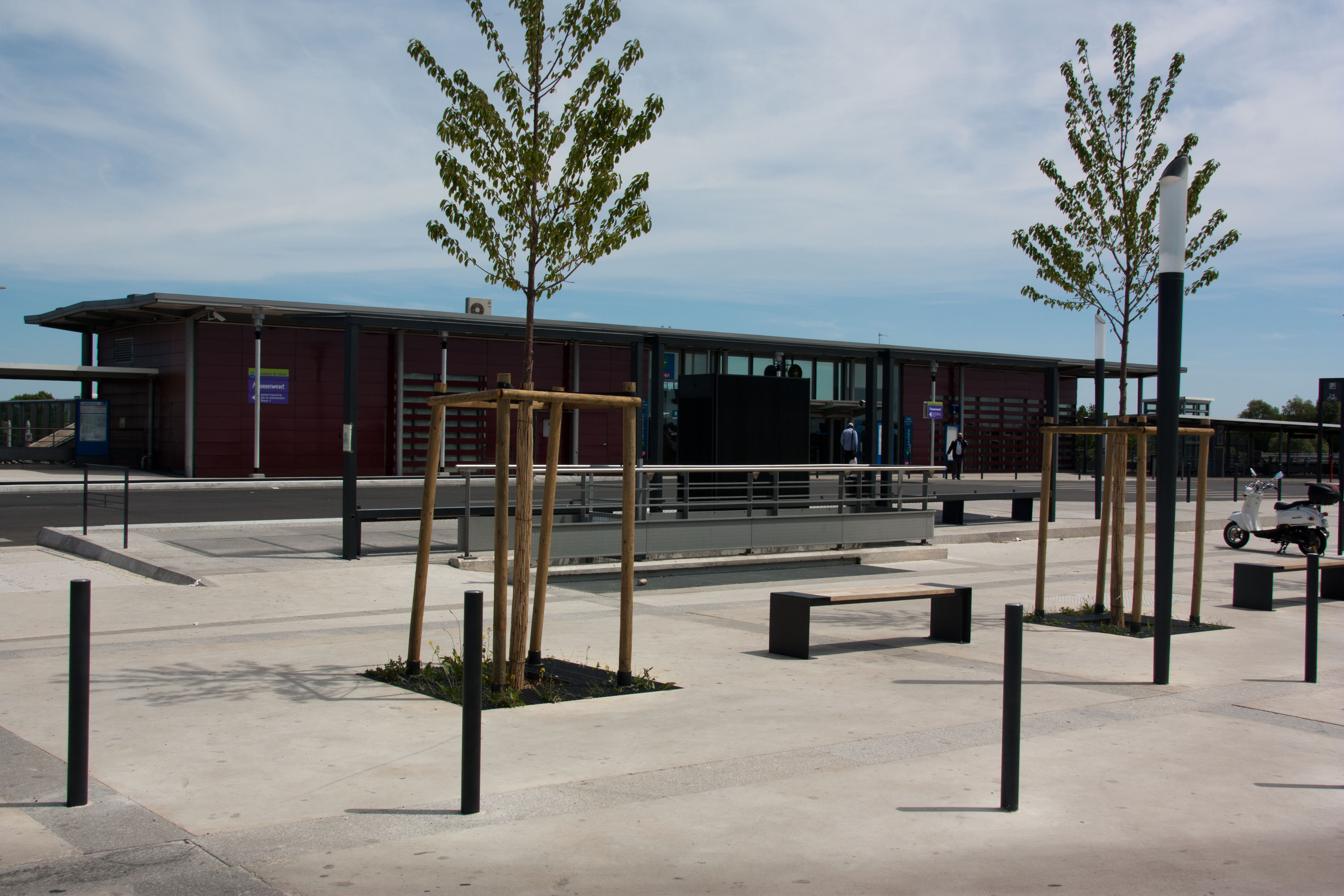
Clădirea pentru călători a gării Lieusaint-Moissy, pe partea Lieusaint.

În partea sa de nord-est, teritoriul comunei este traversat de linia Paris-Lyon - Marseille-Saint-Charles (fosta „linie imperială” a companiei de căi ferate de la Paris la Lyon și la Marea Mediterană), pe care se află gara Lieusaint - Moissy (la limita teritoriului comunei Moissy-Cramayel), precum și de LGV Sud-Est.
Gara Lieusaint - Moissy este deservită de trenurile liniei D a RER-ului din Île-de-France.

## Toponimie
Locul unde se află Lieusaint este menționat într-o lucrare sub denumirea de locus sanctus în anul 962, un termen latin care ar însemna „loc sfânt”, datorită ceremoniilor religioase care aveau loc acolo în perioada galică.
Pe monede datând din perioada merovingiană, locul este numit loco sancto.
În diferite lucrări datând de la începutul secolului al XVIII-lea, Lieusaint este numită „Lieur-Saint”.

## Istorie

### Evul Mediu
Au fost descoperite monede merovingiene, indicând existența unui atelier monetar pe teritoriul actual.
În timpul domniei lui Carol al V-lea, pădurea Sénart era un loc pentru vânătorile princiare.

### Epoca modernă

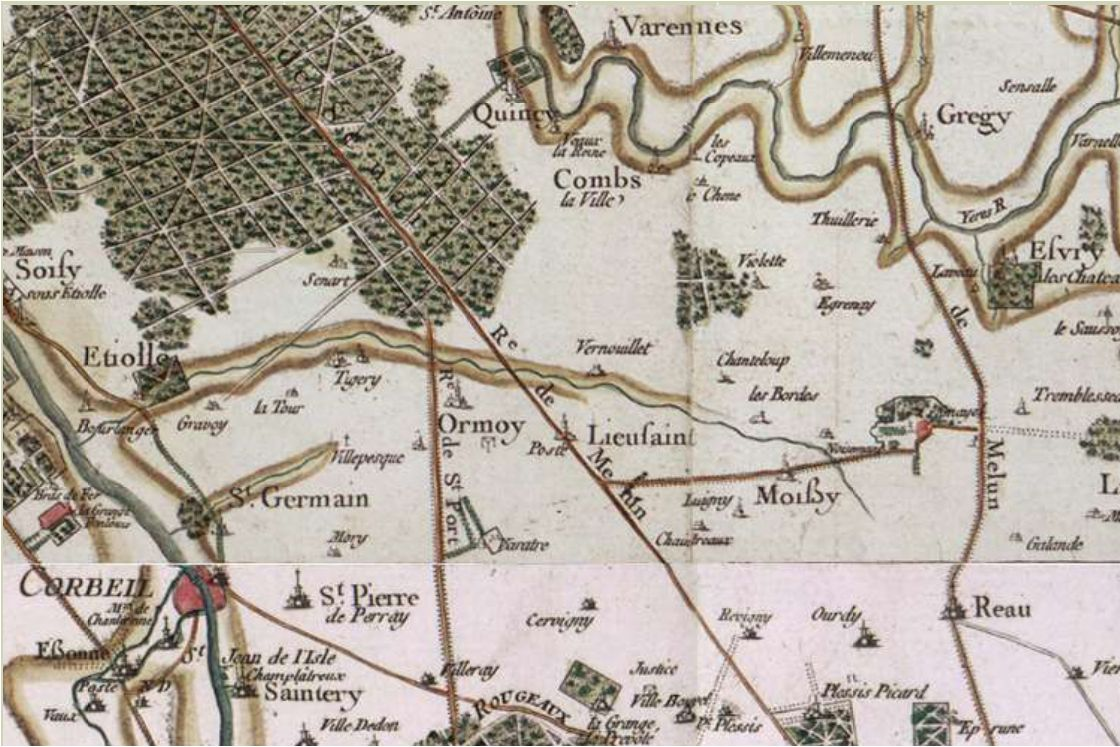
Hartă a regiunii Lieusaint din secolul al XVIII-lea realizată de Cassini.

Sub Vechiul Regim, parohia Lieusaint (scrisă „Lieur-Saint”) & Ville-Pecque era sub jurisdicția Parlamentului, a alegerii și a generalității Parisului.
Recensământul Élection de Paris din 1709 număra 40 de gospodării (feux) în parohie. Dicționarul universal al Regatului din 1726 indică faptul că Lieusaint și Ville-Pecque aveau o populație de 245 de locuitori.

### Epoca contemporană

#### Revoluția franceză și Imperiul

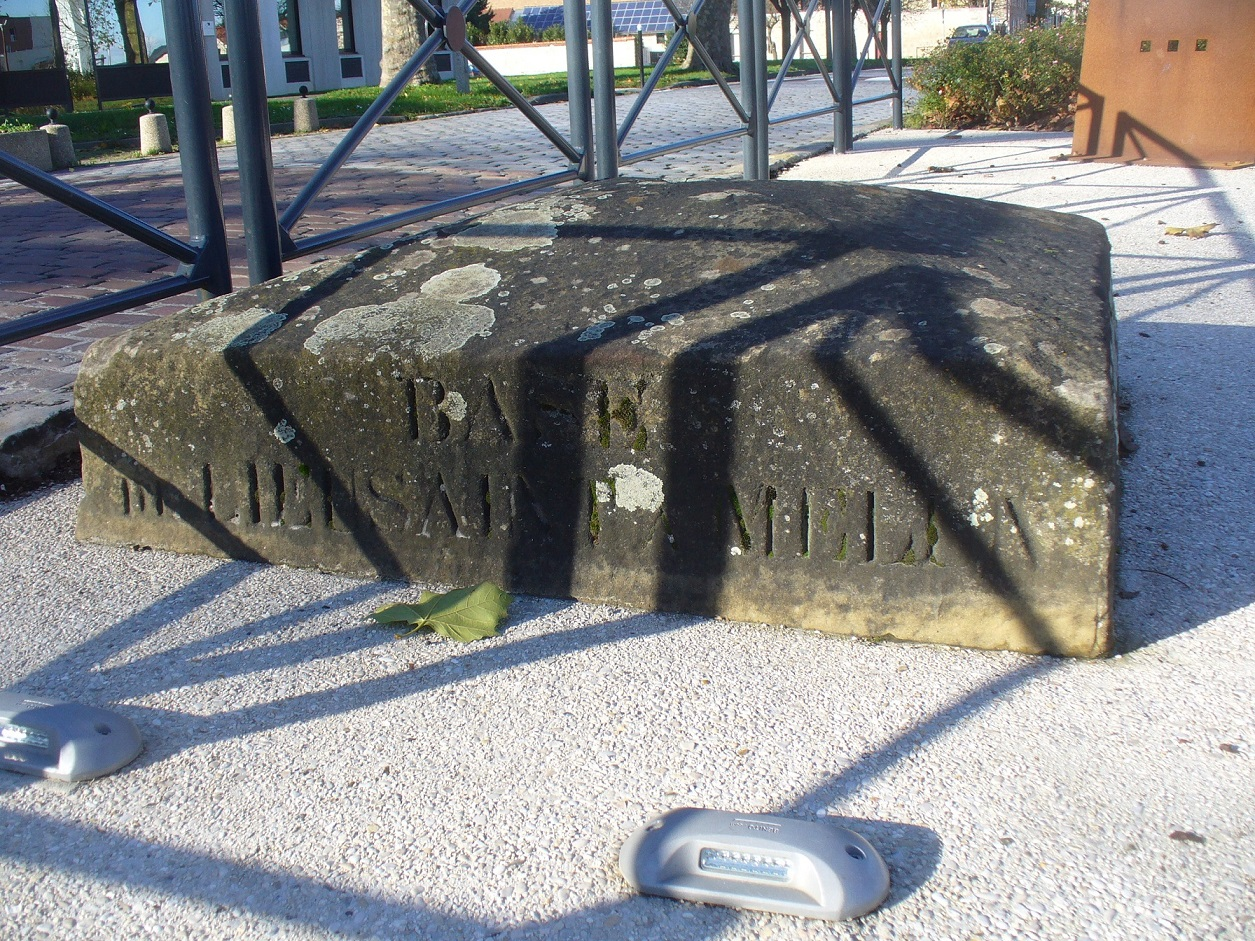
Borna termenului boreal de Lieusaint.

Decretul din 26 martie 1791 al Adunării Constituante adoptă lungimea unui sfert din meridianul terestru ca bază pentru noul sistem de măsurători, care urma să fie decimal. Astronomii Jean-Baptiste Delambre și Pierre Méchain au fost însărcinați să efectueze operațiunile necesare pentru a determina această bază. La sfârșitul lunii iunie 1792, aceștia au început lucrările de măsurare a unui arc de meridian prin triangulație, de la Dunkerque până la Barcelona, în scopul de a stabili valoarea metrului.
La sud de Paris, trei puncte geodezice, materializate prin borne (numite baze de măsură), au fost instalate în trei locuri: Lieusaint, Melun și Champcueil, pentru a forma punctele unui triunghi. Baza de măsură de la Lieusaint a fost numită termenul boreal de Lieusaint, iar cea de la Melun a fost numită termenul austral de Melun.
Pentru validarea măsurătorilor efectuate de Delambre și Méchain, au fost alese două trasee de referință de 6.000 de toaze din Peru: primul, în nordul Franței, între Lieusaint și Melun, și al doilea, în sud, între Le Vernet și Salses, în departamentul Pyrénées-Orientales.
Distanța dintre bornele de la Lieusaint și Melun, având o lungime de 6.075,90 toaze (aproximativ 11,842 km), măsurată cu o mare precizie prin așezarea pe sol a unor rigle gradate de două toaze, una lângă alta, a servit drept bază pentru calculele de triangulație realizate de Delambre și pentru definirea metrului.

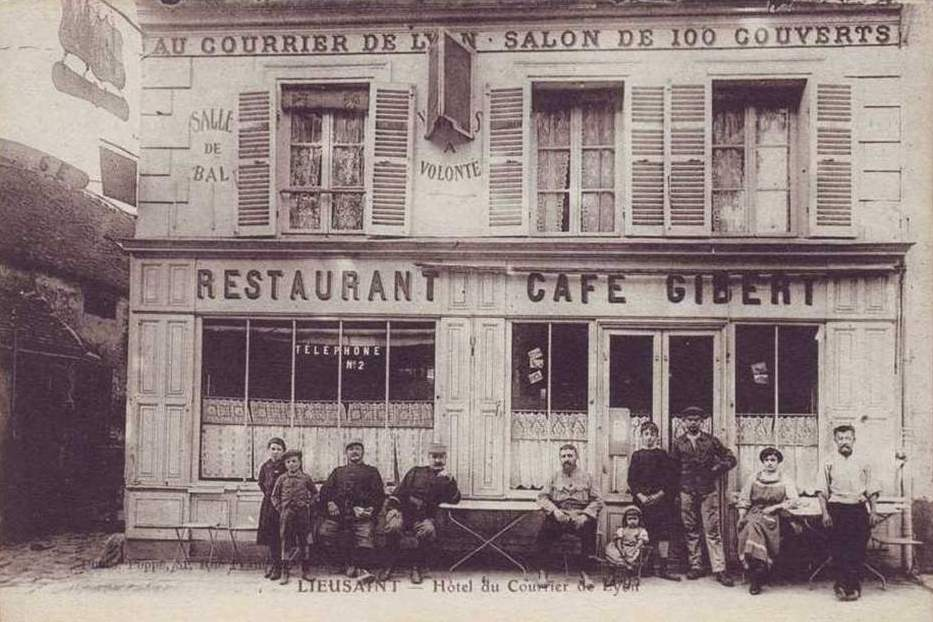
Fostul han poștal din Lieusaint, devenit cafenea-restaurant Gibert la începutul secolului al XX-lea.

În dimineața zilei de 28 aprilie 1796, malle-poste-ul, care circula între Paris și Lyon, a fost descoperit abandonat și jefuit între Lieusaint și Melun. Vizitiul și curierul au fost uciși. Singurul pasager al trăsurii a dispărut. Conținutul malle-poste-ului, 80.000 de livre în monede și 7 milioane de livre în assignats (destinați plății soldelor armatelor din Italia), a fost furat. Ancheta l-a desemnat pe pasager ca fiind unul dintre vinovați, împreună cu patru călăreți care au fost văzuți la hanul poștal din Lieusaint înainte de ora atacului.

#### Secolul al XIX-lea

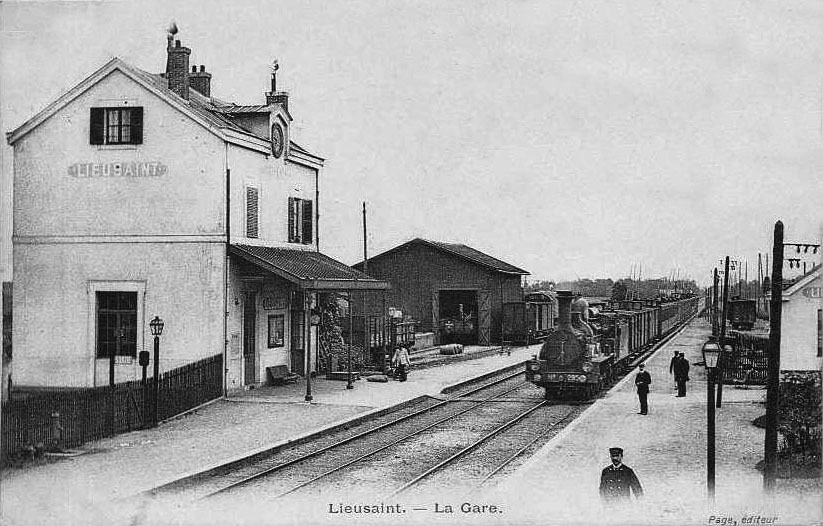
Gara Lieusaint, la începutul secolului al XX-lea.

În 1849, Compania de cale ferată de la Paris la Lyon a pus în funcțiune linia feroviară de la Paris la Tonnerre. Construirea gării Lieusaint, situată pe teritoriul comunei, a generat un conflict între compania feroviară și comuna vecină Moissy-Cramayel, care a protestat cerând ca gara să fie numită „Lieusaint - Moissy” și să fie creată o ieșire pe partea Moissy. Gara a fost complet reconstruită între 2002 și 2005.
În 1866, prețul unui bilet dus Paris-Lieusaint costa 3,45 F la clasa I, 2,60 F la clasa a II-a și 1,90 F la clasa a III-a.

#### Secolul XX
Lieusaint este una dintre comunele care au constituit orașul nou Sénart, o operațiune de interes național (OIN) ce reunește 10 comune, împărțite pe două departamente. Perimetrul orașului nou a fost stabilit la sfârșitul anului 1969.

## Populația și societatea

### Date demografice
Evoluția numărului de locuitori este cunoscută prin recensămintele populației efectuate în comuna respectivă începând din 1793. Pentru comunele cu mai puțin de 10 000 de locuitori, un recensământ al întregii populații este realizat la fiecare cinci ani, populațiile legale pentru anii intermediari fiind estimate prin interpolare sau extrapolare.
În 2021, comuna număra 13808 locuitori, în creștere cu +4,27 % față de 2015 (Seine-et-Marne: +3,45 %, Franța fără Mayotte: +1,84%).
| An        | 1793 | 1821 | 1841 | 1856 | 1876 | 1886 | 1901 | 1921 | 1936 | 1962 | 1982 | 2006 | 2014  | 2021  |
| --------- | ---- | ---- | ---- | ---- | ---- | ---- | ---- | ---- | ---- | ---- | ---- | ---- | ----- | ----- |
| Populație | 500  | 509  | 588  | 628  | 686  | 634  | 613  | 726  | 761  | 720  | 510  | 9355 | 12131 | 13808 |

## Cultură locală și patrimoniu

### Locuri și monumente
- Biserica Saint-Quintien, datând din secolul al XII-lea, include un clopot din 1727[49].
- Termenul boreal al lui Lieusaint.

Pentru a adopta un nou sistem unificat de greutăți și măsuri, Adunarea Constituantă decide să trimită o expediție condusă de Delambre și Méchain pentru a măsura porțiunea meridianului cuprinsă între Dunkerque și Barcelona. În 1798 are loc măsurarea pe teren a bazei între Melun și Lieusaint, cu rigle de o toiză (aproximativ două metri). La capetele bazei sunt amplasate piramidioane. Astăzi, doar cel de la Lieusaint a fost păstrat. Piramidionul de la Lieusaint, bornele boreale ale dispozitivului. Se află la sud de centrul orașului, la intersecția dintre strada Paris și bulevardul Schœlcher. O cale pietonală, între gară și această bornă, reconstituie, prin panouri, istoricul acestei expediții. Plăcile de pe jos prezintă câteva măsurători vechi.
- Castelul de la Barrière, sau castelul Berger.

Construit în 1910 de Jean-Baptiste Gobert-Martin, industrial și filantrop, proprietar al Grands Magasins Réaumur. Domeniul a fost cumpărat în 1972 de compania Berger, care a instalat acolo sediul său social și a construit o fabrică de siropuri. După închiderea fabricii în 2003, domeniul a fost vândut în 2005 unei companii financiare. Castelul este în prezent abandonat, iar un proiect de construcție de 485 de locuințe și o reședință pentru persoane vârstnice este în studiu.

## Înfrățiri
- Mauritania – Mederdra - din 1987.
- Germania – Blomberg - din 2009.